# Idaea verrucifera
Idaea verrucifera är en fjärilsart som beskrevs av George Francis Hampson 1895. Idaea verrucifera ingår i släktet Idaea och familjen mätare. Inga underarter finns listade i Catalogue of Life.